# Caterina Marcenaro
Caterina Marcenaro (Genova, 23 luglio 1906 – Genova, 2 luglio 1976) è stata una storica dell'arte, museologa e funzionaria italiana.

## Biografia

### Formazione
Cresce a Terralba, quartiere popolare di Genova, in una famiglia modesta. Il padre muore quando lei ha solo due anni, sarà il fratello Mario a mantenere lei e la madre, e a consentirle di studiare e diplomarsi nel 1926 al liceo classico Cristoforo Colombo. Nel 1930 si laurea e, successivamente, si perfeziona in letteratura italiana.
Dal 1933 al 1937 frequenta a Roma la Scuola di perfezionamento in storia dell'arte dell'università la Sapienza, diretta in quegli anni da Pietro Toesca, dove si laurea con una tesi intitolata Il viaggio italiano di Antonio Van Dyck pittore che sarà suo oggetto di studio per tutta la sua carriera.  Antifascista, non è chiaro se abbia avuto un ruolo attivo nella Resistenza. Tuttavia ha contatti con partigiani e ospita nella sua casa riunioni del CLN.

### La carriera
Dal 1932 al 1948 insegna storia dell'arte nei licei classici genovesi Colombo e D'Oria e pubblica i primi articoli. Nel 1938, inizia a collaborare con Orlando Grosso, direttore dell'Ufficio Belle arti di Genova, per alcune esposizioni sulla pitture ligure e genovese del Seicento e del Settecento, in quegli anni in fase di riscoperta.
Nel 1945 riceve l'incarico di docente di storia dell'arte alla facoltà di Magistero; è la prima donna docente, seppure non di ruolo, dell'ateneo genovese, a cui inoltre viene affidato un insegnamento fino ad allora assente in quella università. Lascia l'incarico nel 1951 per dedicarsi esclusivamente al lavoro presso l'Ufficio di Belle Arti del comune di Genova di cui è diventata direttrice nel 1950, succedendo a Orlando Grosso.

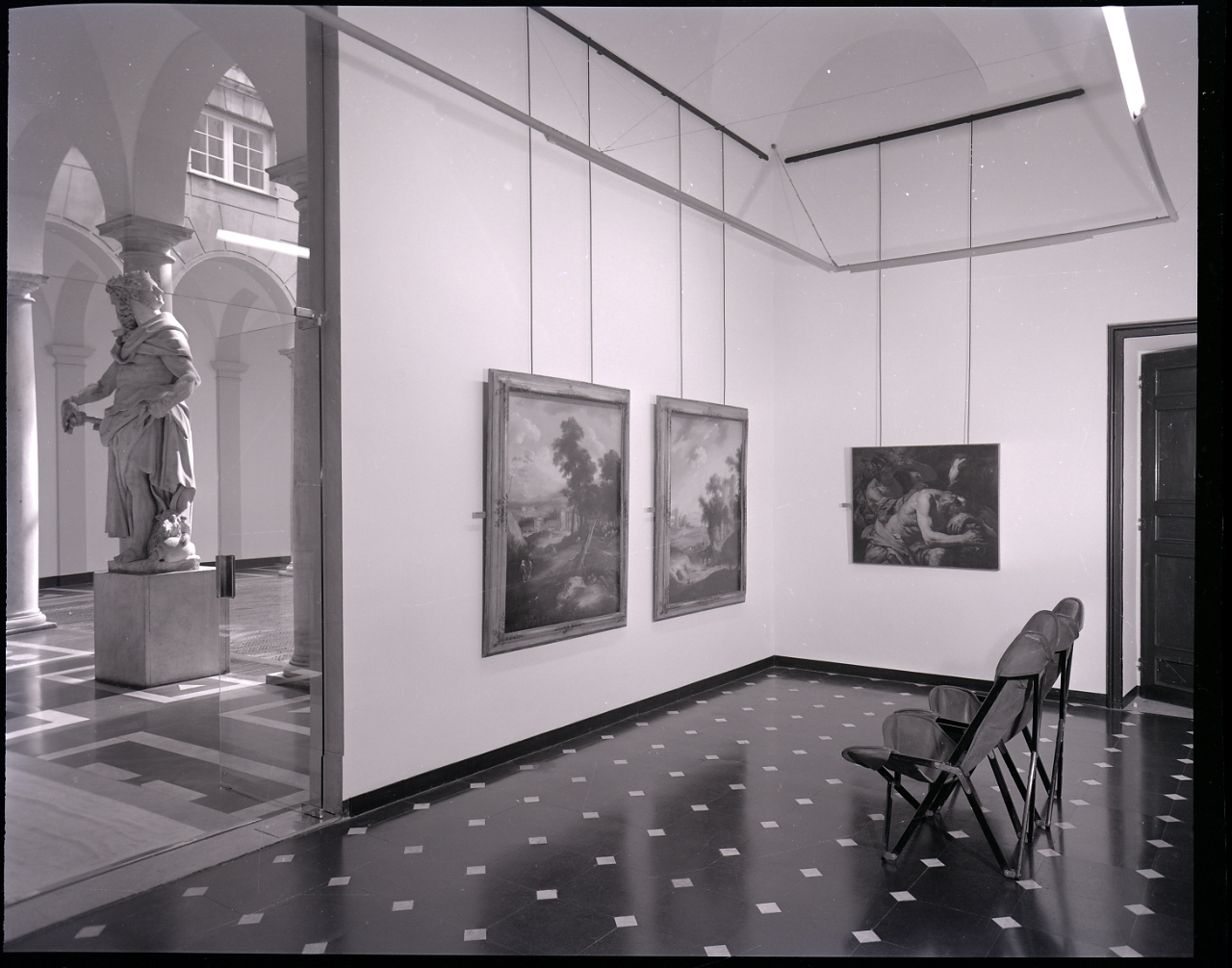
allestimento di Palazzo Bianco, dell'architetto Franco Albini

Il primo intervento importante della neo direttrice è l'allestimento di Palazzo Bianco (avviato nel 1949 e concluso nel 1950), che segna anche l'inizio della lunga collaborazione con l'architetto Franco Albini. Il progetto prevede la realizzazione di un museo, modificando profondamente l'allestimento preesistente; questo era ancora basato sull'idea di ricostruzione dell'ambiente originale di provenienza della collezione in cui si anteponeva il gusto del collezionista privato a criteri didattici e scientifici. Vengono eliminati i parati e gli arredi. Le opere sono ordinate cronologicamente e per periodo storico-artistico; vengono creati depositi che ospitano opere della collezione non esposte,  organizzati e consultabili; i quadri sono presentati senza cornici (perché non originali) per favorire un rapporto diretto con i visitatori; i supporti in ferro e gli arredi (tra cui le sedie progettate dallo stesso Albini, le cosiddette "tripoline") non imitano lo stile del mobilio coevo al palazzo.
Nel 1953 è la volta di Palazzo Rosso il cui cantiere rimarrà aperto fino al 1961. Vengono smantellati gli interventi settecenteschi e ottocenteschi per recuperare i caratteri barocchi del palazzo. I muri sono coperti da tessuti e alcuni quadri sono sistemati su strutture in ferro discoste dalle pareti, per favorirne l'osservazione fronte-retro.
Nello stesso anno si trasferisce in un appartamento nel palazzo ristrutturato da Albini oggi chiamato Appartamento di un amatore d’arte . Rimane invece sulla carta il progetto per la Casa museo di Cristoforo Colombo affidato all'architetto Ignazio Gardella. Tra il 1952 e il 1956 lavora di nuovo insieme ad Albini per il Museo del tesoro della cattedrale di San Lorenzo, che conserva, tra gli altri pezzi, il Sacro catino. Il museo è ricavato nel sottosuolo del cortile del Palazzo arcivescovile di Genova ed è caratterizzato da una struttura a thòlos a pianta esagonale, scelta ispirata da un precedente viaggio a Micene di Albini con la collega Franca Helg. Il progetto rappresenta un modello significativo di museo a opera chiusa in cui l'allestimento è fisso e solo una parte delle opere è esposta. In occasione della presentazione del museo sulle riviste nazionali e internazionali di architettura coinvolge il fotografo Paolo Monti, i cui scatti documenteranno molti degli interventi realizzati nei musei genovesi.a

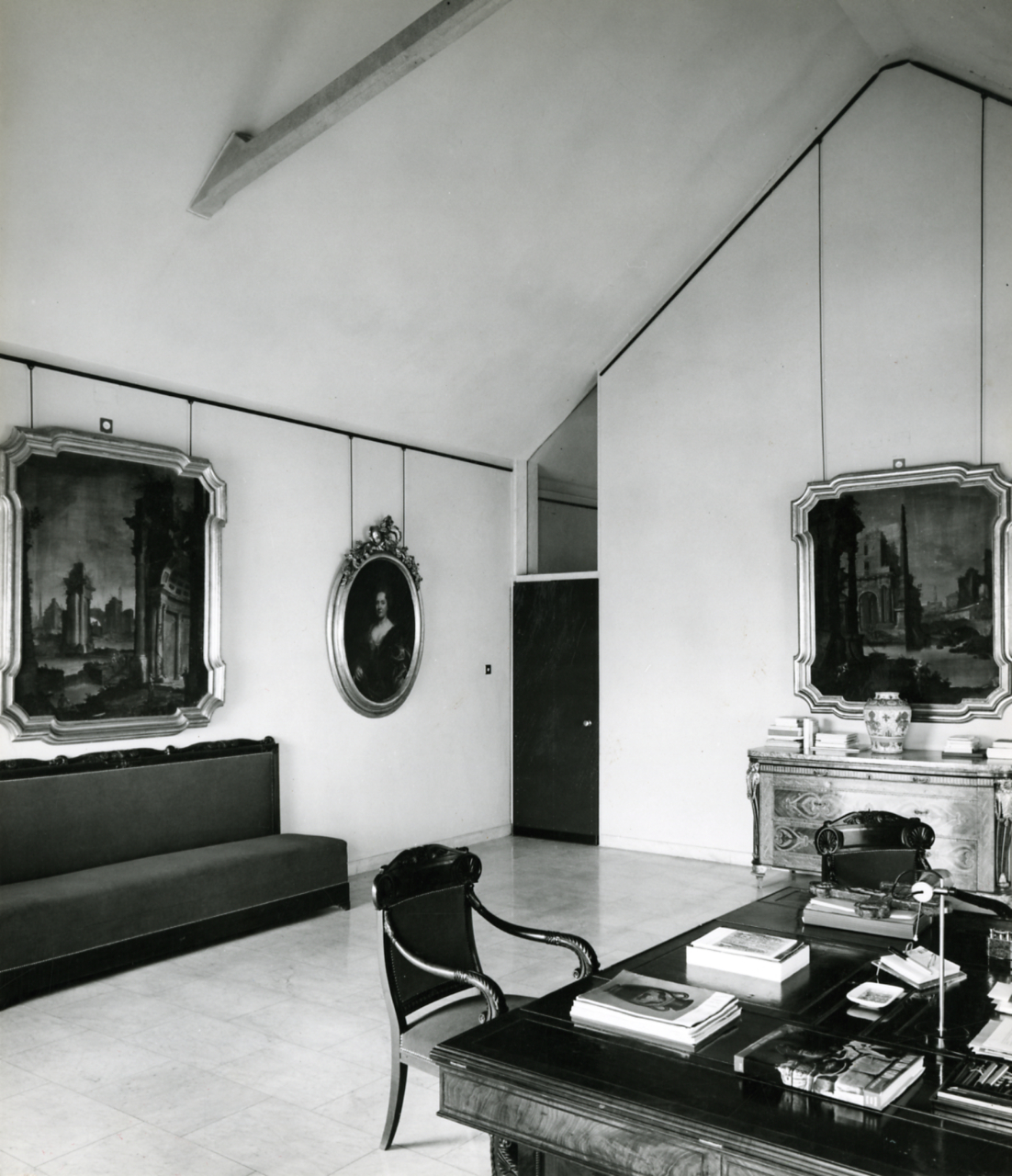
Palazzo Rosso (Genova), appartamento della Marcenaro

Sempre sotto il suo mandato viene realizzato il Museo d'arte orientale Edoardo Chiossone; il primo nucleo della collezione, quella di arte giapponese appartenente a Edoardo Chiossone, è integrato con acquisizioni provenienti da altri paesi orientali.  L'esposizione segue i criteri sperimentati con particolare efficacia in San Lorenzo. Il completamento del museo della scultura antica e dell'archeologia nell'ex Chiesa e convento di Sant'Agostino, vedrà nuovamente Franco Albini al suo fianco, ma sarà completato solo nel 1988, molti anni dopo la morte di entrambi.
Negli ultimi anni di attività Caterina Marcenaro denuncia la marginalizzazione progressiva della direzione Belle arti, che non viene coinvolta, se non in fase avanzata, in progetti che incidono profondamente sul territorio cittadino, come la costruzione della strada sopraelevata.  Andrà in pensione nel 1971 ma continuerà ad abitare nell'appartamento di Palazzo Rosso. Morirà il 2 luglio 1976.

## Ruolo nella museologia italiana
I progetti che Caterina Marcenaro realizza, prevalentemente con Franco Albini, si inseriscono nella stagione di grande rinnovamento della museologia italiana del secondo dopoguerra. In questo periodo storico le necessità ricostruttive dovute ai danni bellici, divengono l'occasione per ripensare i musei. La collaborazione Marcenaro-Albini è esemplificativa del proficuo rapporto di scambio instauratosi tra storici dell'arte e architetti a partire dagli anni cinquanta fino alla fine degli anni settanta, rapporto che contribuirà alla definizione di competenze del museologo e del museografo.
Nei progetti di questi anni l'architettura storica degli ambienti si integra con le proposte degli architetti (aderenti, in molti casi, al razionalismo italiano) in un dialogo tra antico e nuovo. Gli edifici monumentali che ospitano i musei si aprono, a nuove funzioni tra cui spicca la didattica; si vuole creare un ponte tra antiche collezioni e nuovi fruitori. Per questo le raccolte museali sono organizzate come antologie figurative, in cui sono esposte opere particolarmente rappresentative di determinate correnti artistiche.  A questo criterio si aggiunge l'attenzione all'impatto estetico dell'allestimento. Particolarmente emblematica da questo punto di vista è la collocazione dell'Elevatio animae di Margherita di Brabante di Giovanni Pisano che Albini e Marcenaro studiano per il museo di Palazzo Bianco. La scultura spicca su un fondo nero in ardesia,  la pietra locale; è esposta su un supporto metallico mobile, a cannocchiale, regolabile in altezza e girevole. I visitatori possano così interagire con l'opera, facendola ruotare e osservandola da punti di vista diversi.
Un ruolo importante nello sviluppo di questa idea di museo è svolto dai funzionari pubblici che si trovano in quegli anni a svolgere attività dirigenziali nel settore dei beni culturali. Caterina Marcenaro è attiva nel dibattito sull'introduzione della museologia come disciplina universitaria. È anche grazie al suo impegno che Genova sarà la prima università italiana a introdurre, nel 1963, la museologia come insegnamento nel Corso di perfezionamento in archeologia e storia dell'arte. E sarà proprio a lei che Giulio Carlo Argan affiderà la redazione della voce "museologia" nell'Enciclopedia universale dell'arte.

## La collezione d'arte e l'archivio
Per espressa volontà testamentaria, dopo una perizia di Federico Zeri (da lei stessa prevista), lascia la propria collezione d'arte alla Cassa di risparmio delle Province Lombarde (Cariplo) poi confluita nella Fondazione Cariplo. Non viene però costruito il museo che avrebbe voluto intitolato a suo nome. Una parte delle opere è esposta presso il Museo diocesano di Milano.
Il ruolo attivo svolto in ogni fase della progettazione dei numerosi musei è documentato dall'archivio amministrativo dell'Ufficio di belle arti, conservato presso l'Archivio storico del comune di Genova.

## Principali progetti
- 1950 Palazzo Bianco, Genova: museologa Caterina Marcenaro, museografo  Franco Albini.
- 1956 Museo del tesoro della cattedrale di San Lorenzo, Genova: museologa Caterina Marcenaro, museografo Franco Albini.
- 1952 Palazzo Rosso, Genova, museologa Caterina Marcenaro, museografi Franco Albini. Franca Helg.
- 1971 Museo d'arte orientale Edoardo Chiossone, Genova:  museologa Caterina Marcenaro, museografi Mario Labò, Luciano Grossi Bianchi, Cesare Fera.
- 1977 Museo di Sant'Agostino, Genova: museologa Caterina Marcenaro, museografi Franco Albini, Franca Helg, Antonio Piva.

Sotto la sua direzione dell'Ufficio di Belle Arti del comune di Genova sono stati ordinati e inventariati i seguenti archivi:
- Archivio dei Magistrati del comune Archiviato il 26 gennaio 2021 in Internet Archive..
- Archivio storico del Comune di Genova.
- Archivio dei comuni annessi.
- Archivio Brignole-Sale.

## Opere
- Caterina Marcenaro, L'arte in Italia dalle origini cristiane alla fine del 14. secolo : corso di storia dell'arte tenuto alla facoltà di Magistero di Genova, anno accademico 1945-46, Genova, universale, 1946.
- Caterina Marcenaro, Catalogo provvisorio della Galleria di Palazzo Bianco, Genova, Comune di Genova, 1957.
- Caterina Marcenaro, Una fonte barocca per l'architettura organica: il Palazzo Rosso di Genova, Firenze, Sansoni, 1961.
- Caterina Marcenaro, Dipinti genovesi del 17. e 18. secolo: cinquanta tavole a colori di quadri appartenenti a Collezioni pubbliche e private di Genova, Torino, ERI, 1964.
- Caterina Marcenaro, Gli affreschi del Palazzo Rosso di Genova. Genova, Genova, Cassa di risparmio di genova, 1965.
- Caterina Marcenaro, Il Museo del tesoro della cattedrale a Genova, Genova, Cassa di risparmio di Genova e Imperia, 1969.